# Telmatobius intermedius
La rana acuática de Allipacca  (Telmatobius intermedius) es una especie  de anfibios de la familia Leptodactylidae. Es oriunda de Perú. Fue descrita por primera vez en 1951.